# ГЕС Хуойкуанг
ГЕС Хуойкуанг (в'єт. Thủy điện Huội Quảng) — гідроелектростанція у північній частині В'єтнаму. Знаходячись після ГЕС Бантят, становить нижній ступінь каскаду на річці Намму, лівій притоці Да, яка в свою чергу є правою притокою Хонгхи (біля Хайфона впадає в Тонкінську затоку Південно-Китайського моря).
У межах проекту річку перекрили бетонною гравітаційною греблею висотою 104 метри та довжиною 267 метрів. Вона утримує водосховище з площею поверхні 8,7 км2 та об'ємом 184 млн м3 (корисний об'єм 16 млн м3), в якому припустиме коливання рівня поверхні у операційному режимі між позначками 368 та 370 метрів НРМ. Від греблі через правобережний гірський масив прокладено два дериваційні тунелі довжиною по 4,6 км з діаметром 7,5 метра.
Підземний машинний зал обладнали двома турбінами типу Френсіс потужністю по 260 МВт, які при напорі від 144 до 182 метрів (номінальний напір 151 метр) повинні забезпечувати виробництво 1,9 млрд кВт-год електроенергії на рік.
Відпрацьована вода відводиться у одну з заток водосховища ГЕС Шонла.
Видача продукції відбувається по ЛЕП, розрахованій на роботу під напругою 220 кВ.
Під час будівництва станції використали 937 тис. м3 бетону та провели вибірку 3,7 млн м3 порід, в тому числі 1,15 млн м3 у підземних спорудах.